# Heufurt
Heufurt ist ein Gemeindeteil der Stadt Fladungen im unterfränkischen Landkreis Rhön-Grabfeld in Bayern. Die Gemarkung Heufurt hat eine Fläche von 4,804 km². Sie ist in 1155 Flurstücke aufgeteilt, die eine durchschnittliche Flurstücksfläche von 4159,45 m² haben.

## Geographie
Das Kirchdorf liegt in der Rhön im Tal der Streu, eines rechten Nebenflusses der Fränkischen Saale, auf 383 m ü. NHN. Südlich der Ortschaft mündet der Eisgraben in die Streu. Östlich von Heufurt erhebt sich der 516 m ü. NHN hohe Heufurter Kopf. Die Bundesstraße 285 verbindet den Ort mit Fladungen, das zwei Kilometer nordöstlich liegt, und Nordheim vor der Rhön, etwa drei Kilometer südlich. Zudem stellt die Kreisstraße NES 26 nördlich des Ortes eine Verbindung nach Hausen her. Heufurt besaß einen Haltepunkt an der Bahnstrecke Mellrichstadt–Fladungen, die 1976 im Personenverkehr stillgelegt wurde. Die Strecke wird gelegentlich noch von der Museumsbahn Rhön-Zügle befahren, allerdings ohne Halt in Heufurt.

## Geschichte
Heufurt wurde im Jahr 1230 erstmals urkundlich erwähnt. Die Dorfmauer von Heufurt ist auch heute noch teilweise erhalten. Im Jahr 1635 starb ein Großteil der Heufurter Bevölkerung an der Pest, 1693 zerstörte ein Brand die Ortschaft vollständig. Im Jahr 1875 zählte der Ort 224 Einwohner und 237 Gebäude. In den Jahren 1896, 1898 und 1933 war Heufurt erneut von schweren Bränden betroffen, zudem wurden im Zweiten Weltkrieg kurz vor Kriegsende 1945 einige Gebäude zerstört. Am 25. November 1944 musste ein US-amerikanischer Bomber bei Heufurt notlanden, zur Erinnerung daran wurde 2012 ein Gedenkstein errichtet.
Heufurt wurde am 1. Mai 1978 im Zuge der Gebietsreform in Bayern nach Fladungen eingemeindet.

## Religion
Die an einem Berghang gelegene katholische Kirche St. Jakobus der Ältere wurde Anfang des 18. Jahrhunderts geweiht. Heufurt ist ein Teil der Pfarreiengemeinschaft Fladungen–Nordheim.

## Vereine
In Heufurt gibt es einen Musikverein, einen Turn- und Sportverein, eine Soldaten- und Schützenkameradschaft und eine Freiwillige Feuerwehr. Seit 1984 veranstaltet die Soldaten- und Schützenkameradschaft jährlich das Backhausfest.

## Persönlichkeiten
- Leopold Hahn (1894–1970), Bildhauer, geboren in Heufurt